# Zuid-Afrikaanse militaire decoraties: 1952-1975
In 1952 heeft de Zuid-Afrikaanse regering een reeks decoraties en medailles voor de Zuid-Afrikaanse Weermacht ingesteld, om de Britse onderscheidingen die destijds nog gebruikt werden, te vervangen. Bijkomende decoraties, medailles en emblemen zijn tussen 1965 en 1970 ingesteld. Deze onderscheidingen zijn in 1975 door een nieuwe reeks vervangen.
Er bestonden decoraties voor dapperheid en voortreffelijke dienst; een veldtochtmedaille; medailles voor trouwe dienst; een medaille voor schietkampioenen; en twee emblemen.

## Decoraties
Casteel de Goede Hoop-dekorasie (CGH) (1952-2003), voor buitengewone dapperheid of uitnemende dapperheid tegenover de vijand. Een gouden, kasteelvormige decoratie die de aankomst van drie zeilschepen in de Tafelbaai in 1652 uitbeeldt. Deze hangt aan een groen halslint. De CGH is nooit toegekend.
Louw Wepener-dekorasie (LWD) (1952-1975), voor buitengewone heldenmoed, gewoonlijk buiten gevechtsomstandigheden. Een zilveren medaille die twee ruiters aan de voet van de Thaba Bosigo uitbeeldt. Het lint is verdeeld in oranje en witte banen. Slechts 7 LWD’s zijn er toegekend.
Ster van Suid-Afrika (SSA) (1952-1975), voor buitengewoon voortreffelijke dienst door opperofficieren. Een zilveren ster, bestaande uit acht vijfpuntige sterren van verschillende groottes die op elkaar gestapeld zijn. Deze hangt aan een oranje halslint met drie groene strepen. Tussen 1960 en 1975 zijn er 20 SSA's toegekend.
Van Riebeeck-dekorasie (DVR) (1952-1975), voor uitnemende dienst te velde door officieren. Een vergulde zilveren, kasteelvormige decoratie die de gestalte van Jan van Riebeeck uitbeeldt. Het lint is hemelsblauw. Slechts 2 DVR's zijn toegekend.
Honoris Crux (HC) - 1ste Tipe (1952-1975), voor dapperheid tegenover de vijand te velde. Een verguld zilveren Maltezer kruis, groen geëmailleerd, met arenden tussen de armen en een oranje-wit-blauwe schijf in het midden. Dit hangt aan een groen lint met rode en witte randstrepen. Al vijf ontvangers van de HC behoorden tot de luchtmacht.
Van Riebeeck-medalje (VRM) (1952-1975), voor uitnemende dienst te velde door onderofficieren en manschappen: equivalent aan de DVR. Hetzelfde ontwerp als de DVR, maar in zilver. Dit hangt aan een hemelsblauw lint met een witte middenbaan. Slechts 5 VRM’s zijn er toegekend.
Louw Wepener-medalje (LWM) (1967-1975), voor dapperheid bij de redding van levens. Een bronzen medaille met hetzelfde ontwerp als die LWD. Deze hangt aan een oranje lint met vier witte strepen. Slechts 9 LWM’s zijn er toegekend.
Suiderkruismedalje (SM) - 1ste Tipe (1952-1975), voor buitengewone plichtsgetrouwheid. Tot 1967 was de SM beschikbaar voor alle rangen, maar daarna werd deze slechts aan officieren toegekend. Een zilveren medaille die de sterren van het Zuiderkruis tegen een donkerblauwe achtergrond binnen een krans van eikenblaren uitbeeldt. Het lint is donkerblauw met een oranje-witte middenbaan.
Pro Merito-medalje (PMM) - 1ste Tipe (1967-1975), voor buitengewone plichtsgetrouwheid door onderofficieren en manschappen. Een zilveren medaille die een rode disa binnen een krans van suikerbos uitbeeldt. Deze hangt aan een hemelsblauw lint met een oranje-wit-blou-wit-oranje middenbaan.
Danie Theron-medalje (1970-2003), voor buitengewoon ijverige en voortreffelijke dienst door officieren bij de Kommando's. Een zilveren medaille die een arend op een bergtop uitbeeldt. Het lint is groen met drie gele banen.
Jack Hindon-medalje (1970-1975), voor buitengewoon ijverige en voortreffelijke dienst door onderofficieren en manschappen bij de Kommando's. Een ovaalvormige, bronzen medaille die het hijsen van de Vierkleur op Spioenkop door Jack Hindon en zijn makkers uitbeeldt. Deze hangt aan een geel lint met groene randstrepen en middenstreep.

## Veldtochtmedailles
Korea-medalje (1953), voor deelname aan de Koreaanse Oorlog 1950-1953. Een zilveren medaille die de kaart van Zuid-Afrika en Korea uitbeeldt. Het lint is oranje-vlootblauw-luchtmachtblauw-vlootblauw-oranje. De meesten van die ongeveer 800 ontvangers behoorden tot de luchtmacht.

## Medailles voor trouwe dienst
Medalje vir Troue Diens in die Staande Mag (1952-1975), voor 18 jaar dienst bij de Staande Weermacht. Na 30 jaar dienst kon er een gesp bijgevoegd worden. Een zilveren medaille met een uitstulping in de rand, die het landswapen uitbeeldt. Deze hangt aan een lint, verdeeld in negen oranje-wit-blauwe strepen. Tot 1961 heet deze toekenning de 'Unie-medalje".
John Chard-dekorasie (JCD) (1952-2003), voor 20 jaar dienst bij de Burgermacht. Na 30 jaar dienst kon er een gesp bijgevoegd worden. Een ovaalvormige, zilveren medaille die het missiestation bij Rorke's Drift uitbeeldt. Het lint is rood met blauwe en witte randstrepen.
De Wet-dekorasie (DWD) (1965-2003), voor 20 jaar dienst bij de Kommando's. Tot 1986 werd de DWD slechts aan officieren toegekend. Na 30 jaar dienst kon er een gesp bijgevoegd worden. Een zilveren medaille die generaal Christiaan de Wet op zijn paard uitbeeldt. Deze hangt aan een geel lint met groene en witte randstrepen en een blauwe middelbaan.
John Chard-medalje (1952-2003), voor 12 jaar dienst bij de Burgermacht. Na 20 jaar dienst heeft de ontvanger hiervan recht op de John Chard-decoratie. Hetzelfde ontwerp als de JCD, maar in brons.
Kadetkorpsmedalje (1966-1967), voor 20 jaar dienst als officier bij de schoolcadetten. Een zilveren medaille die een pronkende springbok uitbeeldt. Het lint is donkerblauw met een witomlijnde, oranje middenband.

## Medaille voor schietkunsten
Kommandant-generaalsmedalje (1965-1975), voor de algemene winnaar van het jaarlijkse SAW-schietkampioenschap. Een zilveren medaille die een schietbaan in het midden van een vijfpuntige ster uitbeeldt. Het lint is hemelsblauw-oranje-vlootblauw-oranje-hemelsblauw.

## Emblemen
Eervolle Vermelding in Berigte (1967-2003), voor dapperheid te velde die geen recht geeft op een decoratie. Een bronzen miniatuur van het landswapen die aan het lint van de veldtochtmedaille in kwestie vastgemaakt is.
Aanprysing deur die Kommandant-Generaal (1968-1974), voor dienst van hoog gehalte die geen recht geeft op een decoratie. Een bronzen proteabloem die aan een lint van dezelfde kleur als de uniformbadge vastgemaakt is.